# Amakusanthura
Amakusanthura es un género de crustáceo isópodo marino de la familia Anthuridae.

## Especies
De acuerdo al Registro Mundial de Especies Marinas (revisión de 2009), las especies son las siguientes:
- Amakusanthura africana Barnard, 1914
- Amakusanthura agonis Poore & Lew Ton, 1988
- Amakusanthura angophora Poore & Lew Ton, 1988
- Amakusanthura aokii Nunomura, 2004
- Amakusanthura botosaneanui Negoescu, 2004
- Amakusanthura brachyscome Poore & Lew Ton, 1985
- Amakusanthura californiensis Schultz, 1964
- Amakusanthura coppingeri Barnard, 1925
- Amakusanthura correa Poore & Lew Ton, 1985
- Amakusanthura cosmoledo Kensley & Schotte, 2000
- Amakusanthura dodonaea Poore & Lew Ton, 1988
- Amakusanthura dubia Barnard, 1914
- Amakusanthura eugenia Poore & Lew Ton, 1988
- Amakusanthura geminsula Kensley, 1982
- Amakusanthura goodenia Poore & Lew Ton, 1988
- Amakusanthura gorgona Bamber, 2008
- Amakusanthura hibbertia Poore & Lew Ton, 1985
- Amakusanthura iberica Reboreda & Wägele
- Amakusanthura inornata Miller & Menzies, 1952
- Amakusanthura kingia Poore & Lew Ton, 1988
- Amakusanthura koonyumae Bamber, 1997
- Amakusanthura lathridia Wägele, 1982
- Amakusanthura lechenaultia Poore & Lew Ton, 1988
- Amakusanthura libyana Negoescu, 1980
- Amakusanthura longiantennata Nunomura, 1977
- Amakusanthura magnifica Menzies & Frankenberg, 1966
- Amakusanthura mana Kensley, 1979
- Amakusanthura melaleuca Poore & Lew Ton, 1988
- Amakusanthura moragallae Müller, 1991
- Amakusanthura motasi Negoescu, 1980
- Amakusanthura olearia Poore & Lew Ton, 1985
- Amakusanthura pandorea Poore & Lew Ton, 1988
- Amakusanthura paramagnifica Müller, 1992
- Amakusanthura pimelia Poore & Lew Ton, 1985
- Amakusanthura pori Wägele, 1981
- Amakusanthura signata Menzies & Glynn, 1968
- Amakusanthura significa Paul & Menzies, 1971
- Amakusanthura tengo Müller, 1992
- Amakusanthura toyamaensis Nunomura, 1992
- Amakusanthura tristania Poore & Lew Ton, 1988
- Amakusanthura wahlenbergia Poore & Lew Ton, 1988
- Amakusanthura vermiformis Müller, 1992